# 愛知学泉短期大学
愛知学泉短期大学（あいちがくせんたんきだいがく、英語: Aichi Gakusen College、公用語表記: 愛知学泉短期大学）は、愛知県岡崎市舳越町上川成28に本部を置く日本の私立大学。1912年創立、1950年大学設置。大学の略称は学泉短大。

## 概観

### 大学全体
愛知学泉短期大学は、愛知県岡崎市内にある日本の私立短期大学。1950年（昭和25年）に安城学園女子短期大学として設置された。かつては最大で5学科を擁していたが、再編により3学科となる。元々は女子を対象とした短大だったが、幼児教育学科を除いて共学化されている。2019年（令和元年）度より幼児教育学科も共学化する予定であるため全学科共学の短期大学になる。現在は岡崎市にキャンパスがある。かつては、安城市と豊田市にもキャンパスがあった。

### 建学の精神（校訓・理念・学是）
愛知学泉短期大学における建学の精神は「真心・努力・奉仕・感謝」となっている。

### 教育および研究
愛知学泉短期大学における教育

#### 生活デザイン総合学科
キャリアデザイン・健康管理論・日本語表現法など教養科目のあるベーシックフィールドに加えて、コミュニケーションスキル、メディア・オフィス、ライフ・デザイン、ファッション・アート、ヘルス・ウェルフェアの各フィールドから科目を自由に選択履修できるところに特長がある。

#### 食物栄養学科
調理や給食実習などを中心とした科目のほかに、福祉や情報処理など多彩な科目が多いのが特徴。学外実習はもちろん、栄養教育・栄養教育実習など栄養指導に関する科目もある。ほか、医療管理論・薬理学・医療保険制度など医療事務関係の科目もある。

#### 幼児教育学科
保育のエキスパートを育成する学科。幼児教育に必要な科目のほか、こども祭・学内コンサート・遊びを通して子どもと係るイベントなどがある。

### 学風および特色
愛知学泉短期大学は2006年、財団法人短期大学基準協会における第三者評価の結果、適格認定を受けている。
研究発表会や卒業制作ファッションショーがある。

## 沿革
- 1912年：寺部だいにより安城裁縫女学校が創設される。
- 1930年：安城女子専門学校を設置。
- 1950年：安城学園女子短期大学（あんじょうがくえんじょしたんきだいがく）として開学。当初は安城市にあった。以下の2学科を置く。
  - 被服科
  - 生活科
- 1954年：学生数
  - 被服科（女72[1]）
  - 生活科（女65[1]）
- 1963年：家政科を新設する（学生数：女30[2]）
- 1966年：愛知女子大学（現愛知学泉大学）の短期大学部として幼児教育科を増設：キャンパスは岡崎市に設置。
- 1975年：学科名を変更。
  - 被服科→服飾科
- 1978年：幼児教育科（学生数：女257[3]）を桜井キャンパス（安城市）に、他科を岡崎キャンパスに移転。
- 1979年：安城学園大学短期大学部を廃止して、幼児教育科を安城学園女子短期大学に置く。
- 1982年：愛知学泉女子短期大学（あいちがくせんじょしたんきだいがく）と改称。若林キャンパス（豊田市）に国際教養科（学生数：女143[4]）を置く。
- 1998年：国際教養科を岡崎キャンパスに移転。
- 2000年：愛知学泉短期大学に改称。
- 2001年：幼児教育科を除く全学科共学となる。
- 2003年：生活科を食物栄養科に変更。
- 2004年：家政科・被服科・国際教養科を統合して生活デザイン総合学科を置く。
- 2005年：4月28日をもって国際教養科が正式に廃止となる[5]。
- 2006年：4月27日をもって家政科が正式に廃止となる[5]。
- 2006年：10月26日をもって服飾科が正式に廃止となる[5]。
- 2007年：幼児教育学科を岡崎キャンパスに移転。

## 基礎データ

### 所在地
- 岡崎キャンパス（愛知県岡崎市舳越町上川成28）
- 旧・桜井キャンパス（愛知県安城市桜井町稲荷東20-2）

## 教育および研究

### 組織

#### 学科
- 生活デザイン総合学科
- 食物栄養学科
- 幼児教育学科

#### 過去の学科体制
- 服飾科[6][7][8]
- 家政科[6][9][8]
- 国際教養科[6][10][8]
- 生活科→食物栄養学科
- 幼児教育科

#### 専攻科
- なし

#### 別科
- なし

### 取得資格について
保育士資格と幼稚園教諭二種免許状が幼児教育科にて取得できる。
栄養士資格が食物栄養学科にて取得できる。
司書資格が生活デザイン総合学科にて取得できる。
過去には中学校教諭二種免許状の教職課程も設置されていた。
- 家庭科
  - 服飾科
  - 生活科
  - 家政科
- 保健体育
- 英語：国際教養科（英語コース）。1998年度入学生まで。

短大設置当初、被服科・生活科ともに高等学校助教諭免許（家庭・保健）の教職課程も設置されていた。

### 附属機関
- 図書館
- 生活文化研究所

## 学生生活

### 部活動・クラブ活動・サークル活動

#### 体育系
卓球・バレーボール・アウトドア・テニス・ボウリング・野球・フットサル・ダンス・武道・バスケットボール・ダンス・ゴルフ・テニスなどがある。バスケットボール部は計6回の大学日本一を誇る。

#### 文化系
パソコン・児童文化・軽音楽・日曜大工・アニメ・オーケストラ・ボランティア・陶芸・手話・美術などがある。

### 学園祭
愛知学泉短期大学の学園祭は「学泉祭」と呼ばれ毎年、概ね10月に行われる。

## 大学関係者と組織

### 大学関係者一覧
- 二木謙三：初代学長
- 粟津雪乃：卒業生。バスケットボール選手

## 施設

### 岡崎キャンパス
- 使用学科：生活総合デザイン学科・食物栄養学科・幼児教育学科
- 使用専攻科：なし
- 使用附属施設：
- 設備：1号館・2号館・3号館・学生食堂・図書館などの建物がある。

### 岡崎キャンパスの交通アクセス

#### 路線バス
- 名鉄名古屋本線東岡崎駅・JR東海道本線岡崎駅・愛知環状鉄道愛知環状鉄道線北岡崎駅から名鉄バス日名町バス停下車、徒歩で約7分。

#### スクールバス
- 名鉄東岡崎駅（愛知環状鉄道北岡崎駅を経由）・JR安城駅の両駅から運行。

### 旧・桜井キャンパス
- 使用学科：幼児教育学科
- 使用専攻科：なし
- 交通アクセス：名鉄西尾線桜井駅。

### 寮
- 愛知学泉短期大学には「白楊寮」と呼ばれる学生寮がある。

## 対外関係

### 系列校
- 愛知学泉大学

### 他大学との協定

#### カナダ
- カピラノ大学

## 社会との関わり
旧市立岡崎病院跡地に設置された「岡崎げんき館」にて、同短大の教員による親子を対象にした公開講座として、愛知学泉短大学生による遊びプログラム等が催されている。
2008年7月16日、いずみ製菓株式会社と産学連携協定を締結している。
「NDKファッションデザインコンテスト」や「ヤングダイナミックコンテスト」において本短大の学生が入選されている。

## 卒業後の進路について

### 就職について

#### 服飾科
デザイナー・スタイリスト・パタンナー・マーチャンダイザー・インテリアコーディネーター・研究助手・秘書・ブライダルアドバイザーなどの職種に携わる人が多いものとなっていた。企業への実績としては、コム・デ・ギャルソン・松坂屋・三越・丸栄・ジェイアール名古屋タカシマヤ・遠鉄百貨店・ソニー・トヨタ自動車・アイフルホーム・東レ・蒲郡信用金庫などがある。

#### 生活科&食物栄養学科
栄養士として病院・施設などの給食や産業給食に携わる人が多いものとなっている。

#### 家政科
トヨタ自動車・三菱自動車・日産自動車・デンソー・東レ・ミキハウス・静岡銀行・十六銀行・蒲郡信用金庫・東海東京証券・日本通運ほか一般企業での一般事務職が大半となっていた。現行の生活デザイン総合学科では、マックスファクター・カネボウ・コニカミノルタ・矢崎総業などがある。

#### 国際教養科
一般企業への就職者が大半となっていた。ホテル小田急静岡・岡崎信用金庫・大和證券・アイシン・日清紡績・名古屋鉄道・ジェイアール東海ホテルズ・ジェイティービーなどがある。

#### 幼児教育学科
保育所や幼稚園への就職者が多いのが特徴。

### 編入学・進学実績
系列の愛知学泉大学ほか法政大学・愛知大学・名古屋外国語大学・名古屋学芸大学などがある。

## 附属学校
- 愛知学泉短期大学附属幼稚園